# Шмит, Никита Конрадович
Никита Конрадович Шмит (Шмидт) (29 октября [10 ноября] 1833, Санкт-Петербург — 19 [31] мая 1898, Санкт-Петербург) — русский тайный советник, сенатор, управляющий III отделением Собственной Его Императорского Величества канцелярии.

## Биография
Родился 29 октября 1833 года в Санкт-Петербурге в семье отставного гвардии подпоручика Семёновского лейб-гвардии полка Конрада Карловича Шмидта и Елены Никитичны Арсеньевой. По линии матери приходился троюродным братом М. Ю. Лермонтову. Родной брат генерал-лейтенант Константин Конрадович Шмидт.
В службе с 1851 года после окончания Николаевского кавалерийского училища произведён в прапорщики гвардии с определением в Семёновский лейб-гвардии полк. С 1862 года штабс-капитан гвардии в отставке.
С 1868 года избран председателем земской управы, почётным мировым судьей и председателем съезда мировых судей Гдовского уезда. С 1872 года статский советник, в 1874 году произведён в действительные статские советники — секретарь при главном начальнике III отделения Собственной Его Императорского Величества канцелярии и шефе жандармов графе П. А. Шувалове.
С 1875 года вице-директор Департамента полиции Министерство внутренних дел Российской империи. С 1877 по 1878 годы был Ярославским губернатором. С 1878 по 1880 годы — управляющий III отделением Собственной Его Императорского Величества канцелярии. В 1880 году произведён в тайные советники. С 14 мая 1880 года назначен сенатором состоящим в Департаменте Герольдии Правительствующего сената.
Умер состоя на службе 19 мая 1898 года в Санкт-Петербурге, похоронен на Смоленском православном кладбище.

## Награды
Был награждён всеми орденами Российской империи вплоть до ордена Святого Владимира 2-й степени пожалованного ему в 1887 году. Был так же четырежды пожалован Монаршим благоволением (1855, 1878, 1878, 1879).

## Семья
Был дважды женат:
- 1-я жена: Нина Николаевна Ахвердова (1851—1889), дочь генерала Николая Александровича Ахвердова.
- 2-я жена: Мария Николаевна Харламова (1846—1916): их дочь Римма (1877—1959) — художник